# 나가다사카
나가다사카(산스크리트어: शिशुनाग)는 기원전 437년부터 413년까지 마가다를 통치했던 왕으로, 하리얀카 왕조의 마지막 통치자이다. 그는 그의 아버지를 죽이고 24년 동안 통치했으며, 통치 말년에 백성들은 그를 폐위시키고 시슈나가를 왕으로 옹립했다. 시슈나가는 샤이슈나가 왕조의 창시자였다.
불교 전통에 따르면 그는 그의 아마티야(대신)인 시슈나가 의해 폐위된 마지막 하리얀카 통치자였다.